# Tour della nazionale maschile di rugby a 15 del Sudafrica 2000
Nel 2000, la nazionale sudafricana  di "rugby a 15", campione del mondo, visita l'Europa per un tour con ottimi risultati. Solo l'Inghilterra, come già nel 1998, impedisce agli Springboks di fare l'en plein di vittorie nei test ufficiali.
Contemporaneamente le "Gazelles" della nazionale Under-23, visitano alcuni paesi europei e africani.

## Tour della prima squadra
| Arbitro: | Ian Hyde-Lay |

|                      |      |                     |
| Grau, Durand         | mt   | Terblanche 3 Kayser |
| Contepomi            | tr   | Van Straten 3       |
| Contepomi 2          | c.p. | Van Straten 2       |
| J. Fernández Miranda | drop |                     |

Per il match con il Sudafrica, la federazione argentina, ottiene addirittura di giocare nello "Estadio monumental", casa del River Plate e maggior impianto del paese.
| Arbitro: | Scott Young |

|                          |      |                                       |
| Contepomi, Orengo Arbizu | mt   | Paulse 2, van Straaten Andrews, Fleck |
| Quesada 3                | tr   | Montgomery 3                          |
| Quesada 4                | c.p. | van Straaten 2                        |

| Limerick 15 novembre 2000 | Irlanda A | 38 – 11 | Sudafrica XV |  |

| Arbitro: | Steve Lander |

|          |      |                            |
| O'Gara   | tr   | Montgomery, van Straaten   |
| O'Gara 2 | c.p. | Montgomery 2, van Straaten |

| Cardiff 22 novembre 2000 | Galles A | 15 – 34 | Sudafrica XV | Arms Park |

| Arbitro: | Steve Walsh |

|                     |      |                            |
| Gibbs               | mt   | Paulse, van der Westhuizen |
| N.Jenkins           | tr   | van Straaten 2             |
| N.Jenkins, A.Thomas | c.p. | van Straaten 3             |

| Worcester 28 novembre 2000 | National Division XV | 35 – 30 | Sudafrica XV |  |

| Arbitro: | David McHugh |

|             |      |                |
| Greenwood   | mt   | van Straaten   |
| Wilkinson   | tr   |                |
| Wilkinson 6 | c.p. | van Straaten 4 |

| Cardiff 10 dicembre 2000 | Barbarians | 31 – 41 | Sudafrica XV | Millennium Stadium |

## Tour della squadra Under 23
| Amsterdam 29 novembre 2000 | Paesi Bassi | 10 – 100 | Sudafrica U23 |  |

| Lisbona 3 dicembre 2000 | Portogallo | 15 – 36 | Sudafrica U23 |  |

| Tunisi 7 dicembre 2000 | Tunisia | 15 – 47 | Sudafrica U23 |  |

| Casablanca 16 dicembre 2000 | Marocco | 14 – 44 | Sudafrica U23 |  |